# Спортивна гімнастика на літніх Олімпійських іграх 2024 — кінь (чоловіки)
Змагання зі спортивної гімнастики на коні серед чоловіків на літніх Олімпійських іграх 2024 відбувсяся 3 серпня 2024 року на АккорГотелс Арена. 

## Передісторія
Це буде 26-та поява цієї дисципліни на Олімпійських іграх. Її проводили щоразу, коли були змагання в окремих вправах. Їх не було в 1900, 1908, 1912 і 1920 роках.

## Формат змагань
Гімнасти, що посіли перші 8 місць у цій вправі у кваліфікаційному раунді (але щонайбільше 2 від НОК) виходять до фіналу. У фіналі гімнаст знову має виконати вправу на коні, а оцінки кваліфікаційного раунду не враховуються.

## Результати

### Кваліфікація
| Місце | Гімнаст                | Оц. скл. | Оц. вик. | Штр. | Загалом | Qual. |
| ----- | ---------------------- | -------- | -------- | ---- | ------- | ----- |
| 1     | Ріс Мак-Кленаган (IRL) | 6,3      | 8,900    |      | 15,200  | Q     |
| 2     | Стівен Недорощик (USA) | 6,4      | 8,800    |      | 15,200  | Q     |
| 3     | Макс Вітлок (GBR)      | 6,6      | 8,566    |      | 15,166  | Q     |
| 4     | Такаакі Сугіно (JPN)   | 6,5      | 8,533    |      | 15,033  | Q     |
| 5     | Олег Верняєв (UKR)     | 6,6      | 8,433    |      | 15,033  | Q     |
| 6     | Наріман Курбанов (KAZ) | 6,4      | 8,600    |      | 15,000  | Q     |
| 7     | Хур Вунг (KOR)         | 6,7      | 8,200    |      | 14,900  | Q     |
| 8     | Лоран де Мунк (NED)    | 6,4      | 8,366    |      | 14,766  | Q     |
| 9     | Цзоу Цзиньюань (CHN)   | 5,9      | 8,700    |      | 14,600  | R1    |
| 10    | Нільс Данкел (GER)     | 6,4      | 8,166    |      | 14,566  | R2    |
| 11    | Ока Шинносуке (JPN)    | 5,9      | 8,566    |      | 14,466  | R3    |

Резервісти
Резервісти на фінал у вільних вправах серед чоловіків:
1.  Цзоу Цзиньюань (CHN)
2.  Нільс Данкел (GER)
3.  Ока Шинносуке (JPN)

### Фінал
| Місце | Гімнаст                | Оц. скл. | Оц. вик. | Штр. | Загалом |
| ----- | ---------------------- | -------- | -------- | ---- | ------- |
| 1     | Ріс Мак-Кленаган (IRL) | 6,6      | 8,933    |      | 15,533  |
| 2     | Наріман Курбанов (KAZ) | 6,7      | 8,733    |      | 15,433  |
| 3     | Стівен Недорощик (USA) | 6,4      | 8,900    |      | 15,300  |
| 4     | Макс Вітлок (GBR)      | 6,9      | 8,300    |      | 15,200  |
| 5     | Олег Верняєв (UKR)     | 6,6      | 8,366    |      | 14,966  |
| 6     | Такаакі Сугіно (JPN)   | 6,7      | 8,233    |      | 14,933  |
| 7     | Хур Вунг (KOR)         | 6,7      | 7,600    |      | 14,300  |
| 8     | Лоран де Мунк (NED)    | 6,5      | 7,233    |      | 13,733  |